# Zaodrze

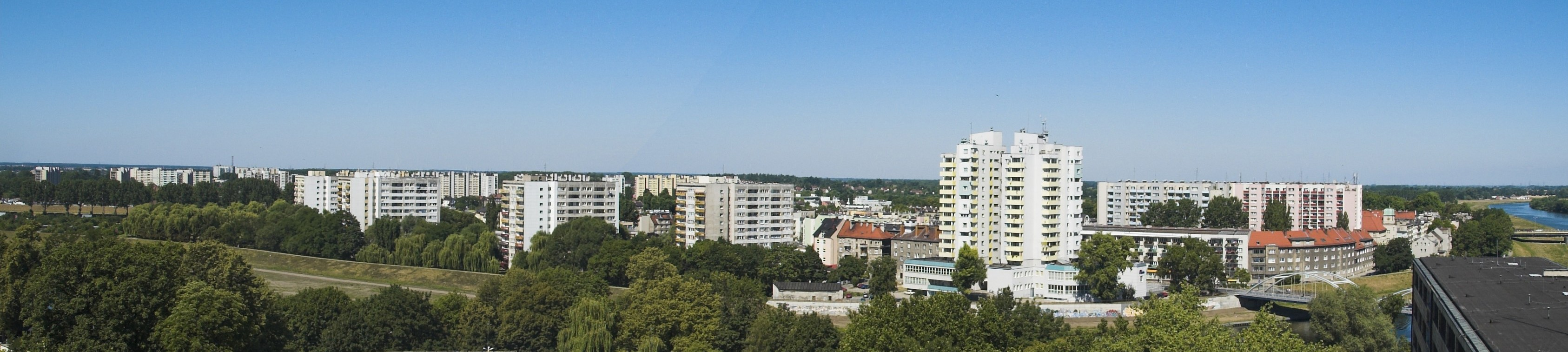
Panorama von Zaodrze

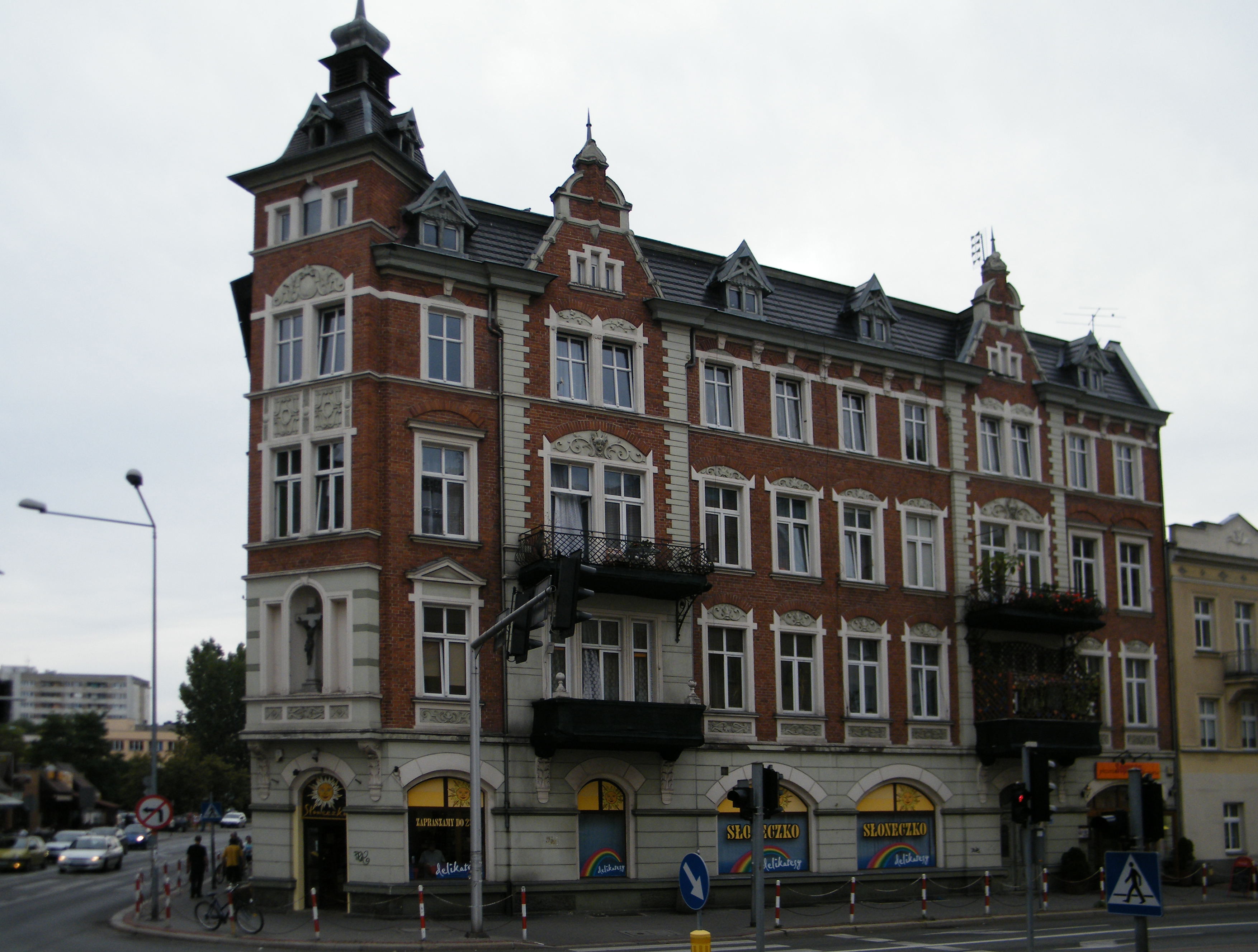
Plac Piłsudskiego 10 (ehemaliger Standort der Kreuzkirche)

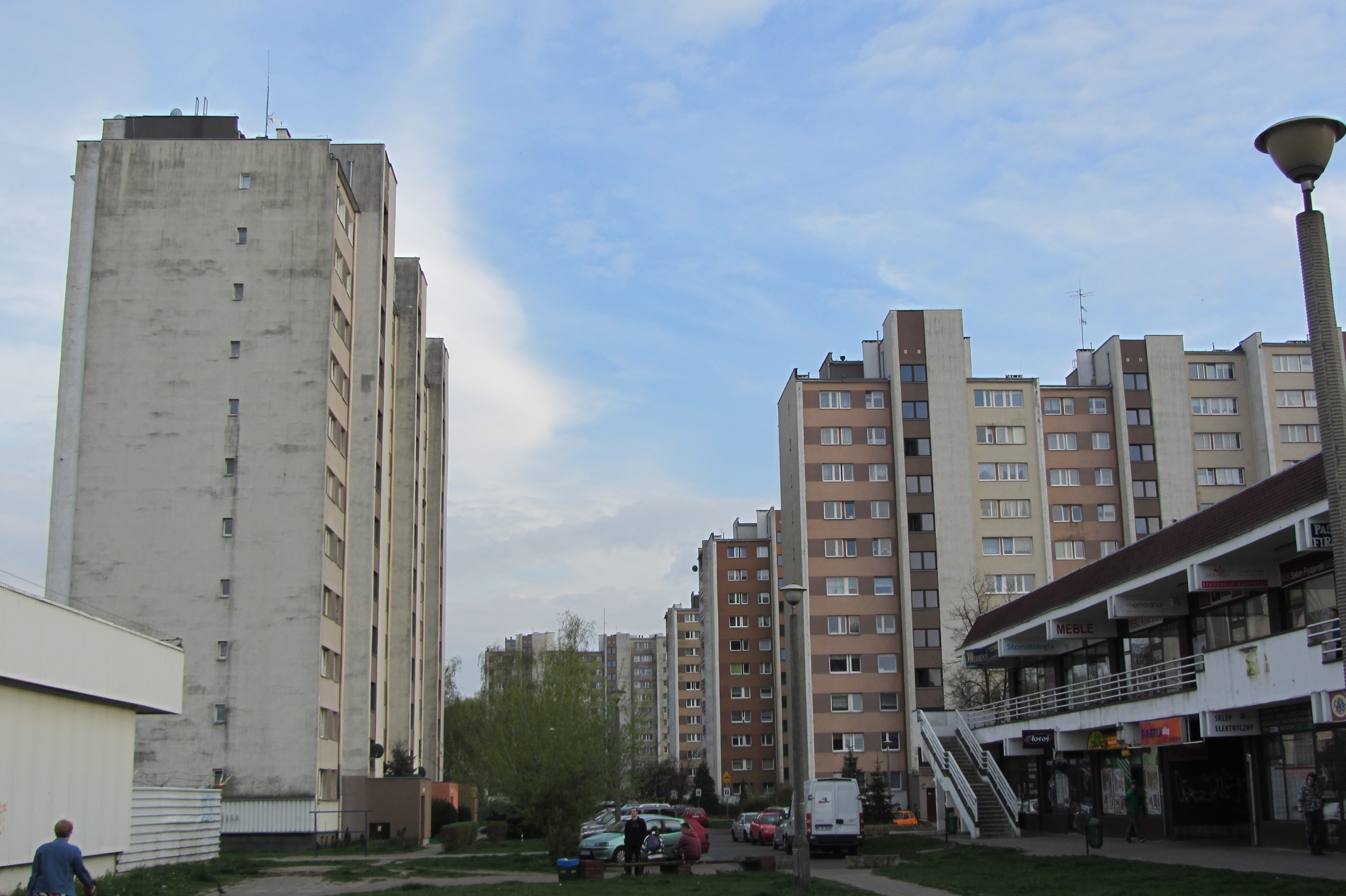
Blockhausbebauung an der ul. Prószkówska

Zaodrze (dt. Odervorstadt) ist ein Stadtteil der kreisfreien Stadt Opole in der Woiwodschaft Oppeln.

## Lage
Der Stadtteil liegt im westlichen Teil der Stadt Opole. Abgrenzt von der Innenstadt wird der Stadtteil durch die Oder. Des Weiteren durchfließt der Flutkanal die Odervorstadt. Zaodrze grenzt an die Stadtteile Półwieś und Szczepanowice an. Durch die Odervorstadt ziehen sich die drei Hauptstraßen ul. Niemodlińska, ul. Wrocławska und ul. Prószkówska durch.

## Geschichte
Die ersten Bebauungen auf der westlichen Seite der Oder waren bis ins 19. Jahrhundert bislang nur Bauernhöfe und die heute nicht  mehr existierende Kreuzkirche. Dabei handelte es sich um eine Holzkirche, welche 1811 abgerissen wurde. Sie befand sich auf dem heutigen Plac Piłsudskiego. Auf diesem Wege verlief ebenfalls die ehemalige Handelsstraße Neisse–Breslau.
Die allmähliche Bebauung setzte zum Ende des 19. Jahrhunderts hin ein. 1840 standen in der Odervorstadt 51 Häuser. Der Breslauer Platz (heute Plac Piłsudskiego), wobei mehrere gründerzeitliche Bauten errichtet wurden, wurde angelegt. Diese wurden teilweise im Zweiten Weltkrieg zerstört. Davon ist heutzutage nur noch eines erhalten geblieben.
In den 1960er und 1970er Jahren entstand in Zaordze die heute noch stehende Blockbebauung.
Im Stadtteil befinden sich mehrere Kindergärten, zwei Grundschulen, ein Gymnasium sowie zwei weiterführende Schulen und die Pädagogische Hochschule. Ebenso befindet sich hier der Westbahnhof.